# Dampfbahn Rur-Wurm-Inde

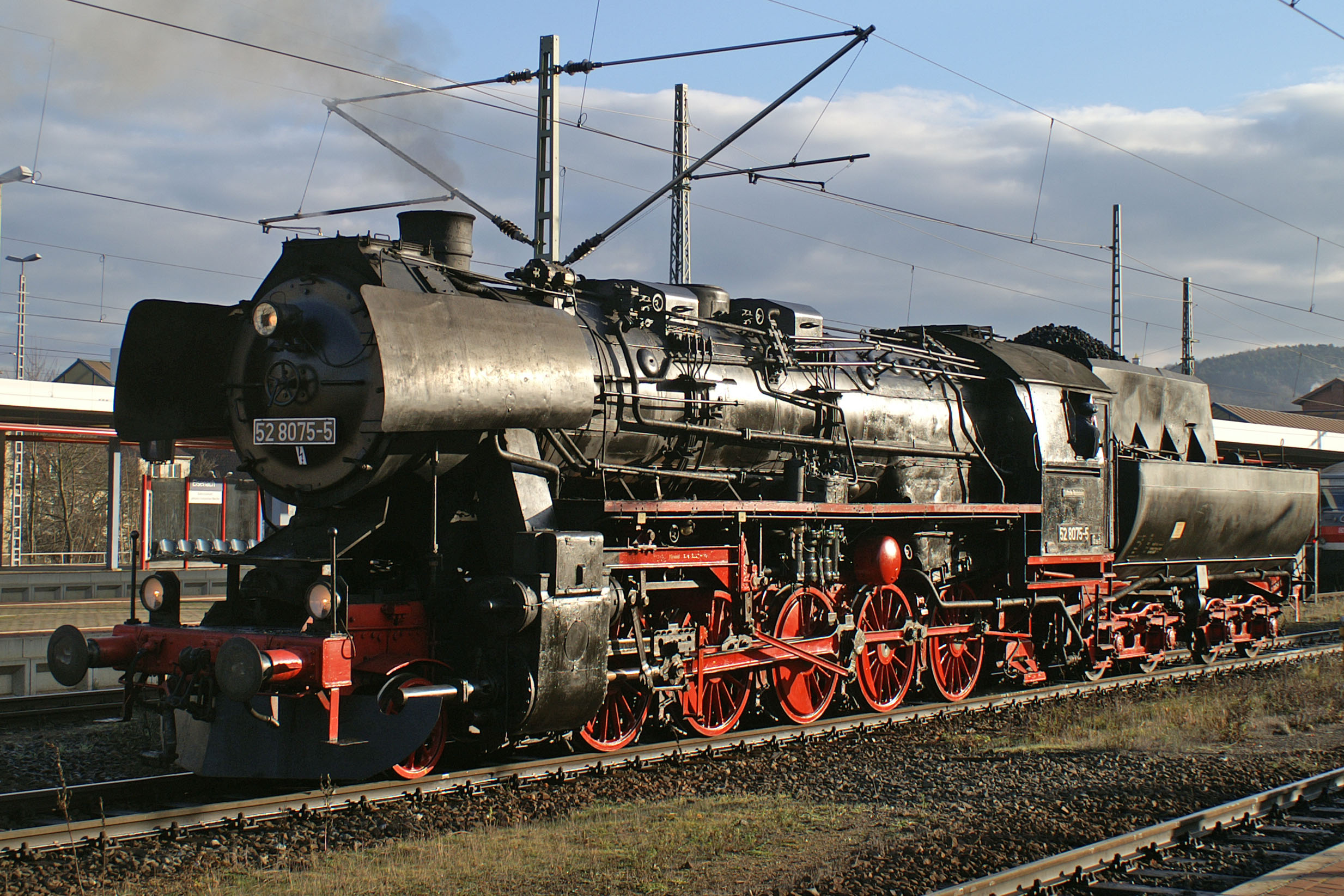
Dampflok der DR-Baureihe 52.80, wie sie von 1996 bis 2005 bei der DRWI im Einsatz war

Die Dampfbahn Rur-Wurm-Inde (abgekürzt DRWI) war ein Verein mit Sitz in Düren, der von 1993 bis 2005 mit zahlreichen Dampfzugfahrten im Kreis Düren aktiv war. Der Kreis hatte 1993 zwei stilllegungsgefährdete Strecken von der Deutschen Bundesbahn übernommen, und der Verein erfuhr anfangs große Unterstützung durch die örtliche Politik. Er besaß eine eigene Dampflok der DR-Baureihe 52.80, seine Fahrten wurden alsbald in Kooperation mit dem Kreis auch unter dem Namen Rurtal-Express (REX) (damals www.rur-rex.org) vermarktet. Sein Heimatstützpunkt, der alte Endbahnhof Jülich Nord der Jülicher Kreisbahn, wurde im Jahre 2004 abgerissen, so dass der Verein sich umstrukturieren musste, was aber letztlich nicht gelang und zum Ende der Dampffahrten auf den Strecken der Rurtalbahn und schließlich auch zur Insolvenz des Vereins im Jahre 2008 führte.

## Geschichte
Nachdem die Dürener Kreisbahn (DKB) am 23. Mai 1993 den Betrieb der Bahnstrecken Linnich – Jülich (damals nur Güterverkehr), Jülich – Düren und Düren – Heimbach (Eifel) von der Deutschen Bundesbahn übernommen hatte und den Abschnitt Jülich – Düren nach 18 Jahren Pause nun auch sonntags wieder befuhr, erblickten zahlreiche Eisenbahnfreunde der Region darin ideale Voraussetzungen zur Einrichtung eines regelmäßig verkehrenden Dampfzuges. Neben dem Vorteil, dass man sich bezüglich der Fahrtgenehmigungen nicht mit der als schwerfällig geltenden Bundesbahn auseinandersetzen musste, sondern einen regional verwurzelten Partner vor Ort hatte, versprach auch das touristische Potenzial der Eifel ausreichenden Zuspruch für die geplanten Fahrten durchs Rurtal: Nahe an der Strecke liegen Attraktionen wie der Stausee Obermaubach, die Burg Nideggen und der Rurstausee bei Heimbach. Als Namensbestandteile für den Verein wählte man die örtlichen Flüsse Rur, Wurm und Inde, um besonders die Bewohner dieser Gebiete anzusprechen sowie aus der Idee heraus, auch im Wurmrevier Fahrten anzubieten.
Am 21. Mai 1993 erwarb ein Privatmann von dem nahen im Dezember 1992 stillgelegten Steinkohlebergwerk Grube Emil Mayrisch in Siersdorf (dem vorletzten des Wurmreviers) die bis zum Schluss dort eingesetzte Grubenbahn-Dampflok „Emil Mayrisch 2“, welche er der DRWI zur Verfügung stellte. Im Sommer 1993 wurde von der DRWI die notwendige Hauptuntersuchung der Lokomotive in Eigenregie begonnen. Hierzu wurden u. a. die Einströmrohre erneuert, die Bremsanlage überholt und die Lok mit Indusi und einer Dampfheizung für mitzuführende Personenwagen ausgerüstet. Mit ihrem Baujahr 1953 war die Lok vergleichsweise jung – sechs Jahre danach beschaffte die Bundesbahn letztmals eine Dampflok. Der Kessel war dank der kurzen Betriebspause noch in gutem Zustand und erforderte keinen großen Aufwand. Zum Abschluss der Arbeiten erfolgte eine Probefahrt mit der zulässigen Höchstgeschwindigkeit von 50 km/h zwischen Jülich und Linnich.

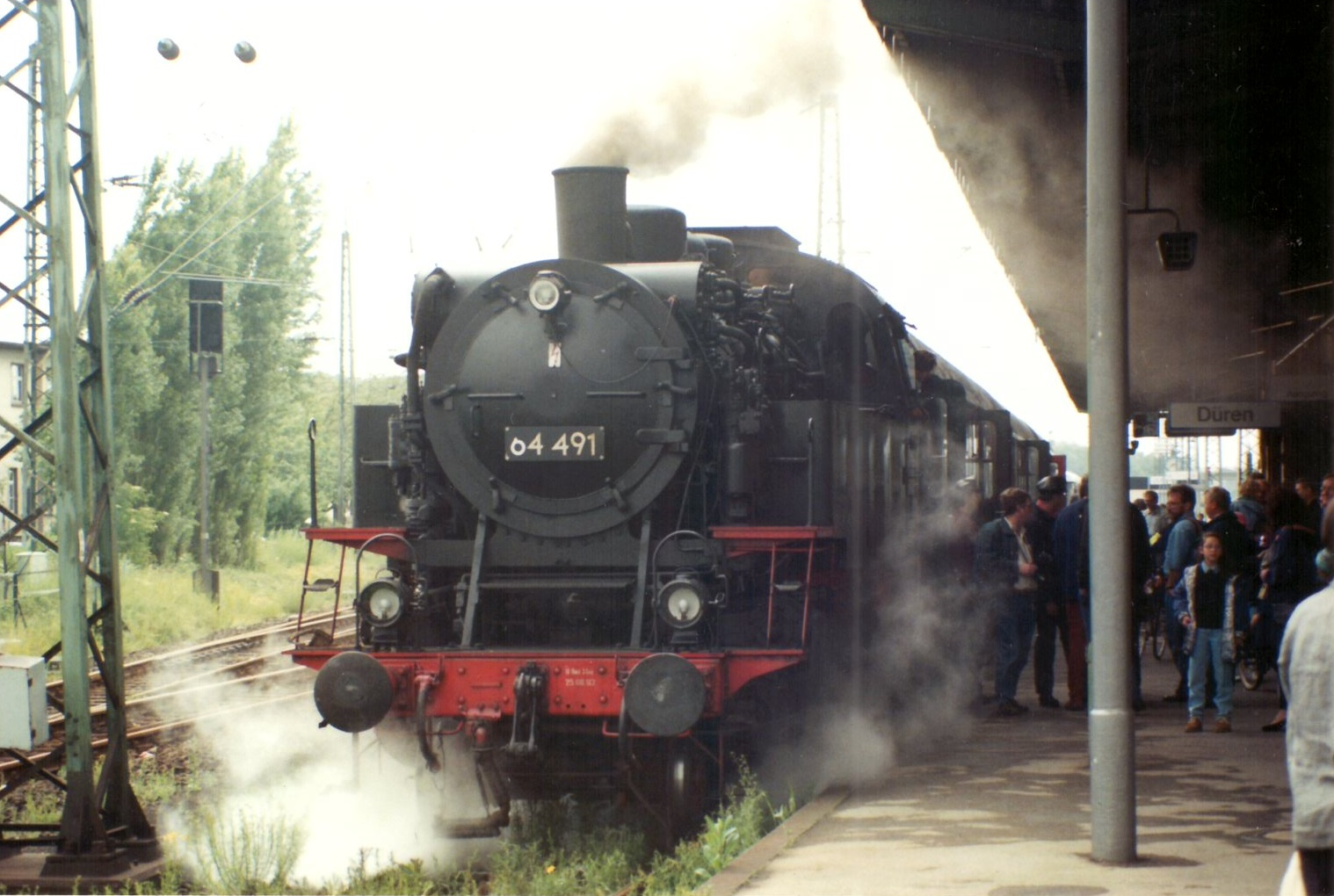
Leihlok 64 491 mit Umbauwagen-Sonderzug der DRWI nach Heimbach im Gleis 21 des Bahnhofs Düren, 18. Juni 1995 – damals konnten Züge von Jülich noch direkt in die Eifel fahren

Bereits im Oktober 1993 konnte die DRWI mit dieser Lok ihre erste Dampffahrt durch das Rurtal durchführen. Die Kulturstiftung der Kreissparkasse Düren ermöglichte im Verlauf des Jahres 1994 die Anschaffung eigener Personenwagen. Durch deren Aufarbeitung sowie weitere Neubeschaffungen konnte der Verein ab 1995 einen stilreinen Personenzug aus sogenannten Umbauwagen (Bauart B4yg) bilden. Zusammen mit der Dampflokomotive 64 491, die von April bis Mitte Juni 1995 vom Verein zur Erhaltung und Förderung des Schienenverkehrs e.V. aus Bocholt angemietet wurde, konnte die DRWI einen typischen Bundesbahnzug der 1950er/1960er Jahre einsetzen. Anschließend kam wieder Lok „Emil Mayrisch 2“ zum Einsatz, die allerdings aus eisenbahnhistorischer Sicht nicht zu den DB-Umbauwagen passt, da sie eine Grubenbahnlok war und im Steinkohlenbergbau zum Rangieren von Kohlewagen eingesetzt wurde.
1996 gelangte die DRWI über mehrere Zwischenhändler in den Besitz der 1943 als Kriegslokomotive gebauten Schlepptender-Dampflok 52 8148. Zwar passte auch diese streng genommen nicht zu den Bundesbahnwagen, da sie sich im Betriebszustand der Deutschen Reichsbahn präsentierte, doch machte sie allein durch ihre Größe (23 m Länge gegenüber der nur 12 m langen Baureihe 64 oder der noch kürzeren „Emil Mayrisch 2“) einen stattlichen Eindruck sowohl bei Eisenbahnfreunden als auch Familien und Eifel-Touristen.

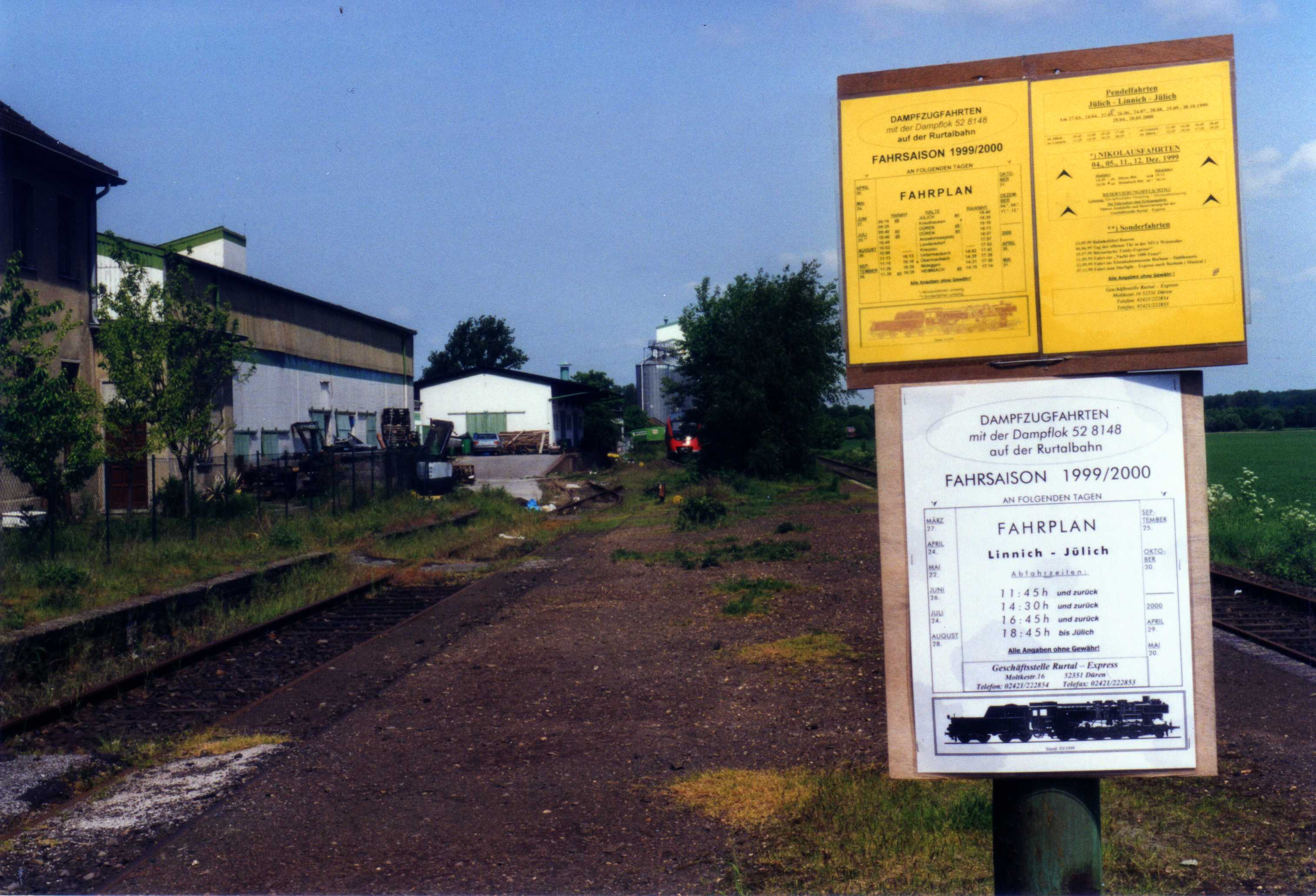
Fahrplan 1999/2000 der Dampfbahn Rur-Wurm-Inde (DRWI) im damals noch nicht für den regulären Personenverkehr genutzten Endbahnhof Linnich

Mit dieser Lok führte die DRWI zahlreiche Fahrten zwischen Düren und Heimbach bzw. Jülich und Heimbach durch. Auch zwischen Linnich und Jülich gab es Fahrten, bei denen teilweise die Möglichkeit geboten wurde, das Heizen oder Führen einer Dampflokomotive zu erlernen. Die Fahrpläne der DRWI erschienen bis etwa 2002 im gedruckten DB-Kursbuch und den AVV-Fahrplänen der Region Düren. Neben den fahrplanmäßigen Dampfzugfahrten entlang der Rur veranstaltete die DRWI auch mehrere Sonderfahrten in der Region Aachen. Da die wuchtig wirkende 52er-Lok zum Anlocken von Fahrgästen zugkräftiger war als die kleine und moderne „Emil Mayrisch 2“, wurde letztere am 10. August 1999 an die Eisenbahnfreunde Walburg in Hessisch Lichtenau abgegeben.
Die 52er-Lok und der angewachsene Wagenpark der DRWI hatten als Heimatbasis den Endbahnhof Jülich Nord der Jülicher Kreisbahn (JKB) 200 m westlich vom Bundesbahnhof in der Adolf-Fischer-Straße, nicht zu verwechseln mit dem erst 2002 eingerichteten Rurtalbahn-Haltepunkt Jülich-Nord im Jülicher Nordviertel an der Strecke nach Linnich. Der JKB-Bahnhof wurde von der DKB in ihrer Anfangszeit (ab 1993) zum Abstellen und Reparieren eigener Fahrzeuge benutzt, ebenso der alte dreiständige Rechteckschuppen im bisherigen Bundesbahnhof Jülich, in welchem auch die Schienenbusse des Eisenbahn-Amateur-Klubs Jülich (EAKJ) bis 2001 ihr Quartier hatten. Auch wenn es in beiden Abstell- und Werkstattanlagen insbesondere nach Anschaffung der neuen RegioSprinter 1995 recht eng zuging, gewährte die DKB der DRWI eine Bleibe für ihre Fahrzeuge. Als die DKB im Januar 1998 ihre neue Zentralwerkstatt Schienenverkehr in Düren-Distelrath in Betrieb nahm, entspannte sich die Lage.
Allerdings benötigte die DKB fortan den JKB-Bahnhof Jülich überhaupt nicht mehr für eigene Zwecke, und auch auf dem Rest der JKB-Strecke nach Puffendorf fuhr 1999 der letzte Zug, so dass die örtliche Politik beschloss, die gesamte JKB-Strecke stillzulegen, der DRWI ihren Standort aufzukündigen und das Gelände des JKB-Bahnhofs in ein Wohngebiet zu verwandeln. 2001 wurde eine „Studie zur Wiedernutzbarkeit“ und ein städtebaulicher Rahmenplan „Ehemaliger Bahnhof Jülich Nord“ erstellt. Zwei Jahre später wurde ein Bebauungsplan (Nr. 19 „Bahnhof Jülich-Nord“) aufgestellt, und am 6. Oktober 2003 beschloss der Jülicher Stadtrat eine Änderung des Flächennutzungsplanes, wodurch der Weg zu einer anderen Nutzung frei wurde. Die DRWI musste bis zum 2. Mai 2004 den JKB-Bahnhof verlassen, im Sommer/Herbst 2004 wurden die Gleise im Bahnhofsbereich abgebaut. Bis zum Bau der ersten Wohnhäuser vergingen allerdings noch 12 Jahre.
Als Ausweichquartier fand die DRWI trotz intensiver Suche nur das Eisenbahnmuseum Dieringhausen, welches von Jülich aus über 100 km Anreise erforderte. Dies führte dazu, dass zahlreiche Vereinsmitglieder nicht mehr im erforderlichen Umfang mitarbeiten konnten. Hinzu kam, dass die Zulassung der Dampflok 52 8148 am 29. September 2005 ablief und eine neue kostspielige Hauptuntersuchung erforderlich wurde, so dass die DRWI für den 25. September 2005 ihre „vorerst letzte Tour mit der Zugmaschine“ ankündigte – die Fahrt führte von Erkelenz über Düren nach Königswinter. Danach nahmen die Fahrten (dann mit geliehenen Loks) rapide ab. Anfang 2007 zog die DRWI mit ihrer 52 8148 von Dieringhausen um nach Mönchengladbach Hbf, doch auch dort war ihr kein Erfolg mehr beschieden. Anfang Juni 2008 musste die DRWI ihren Betrieb einstellen, sie wurde zahlungsunfähig und wurde aufgelöst, die Fahrzeuge wurden verkauft an die Centralbahn AG aus Basel, welche die Lok weiterhin im Bahngelände in Mönchengladbach an der Kranzstraße stehen ließ.
In Mönchengladbach gründete sich 2011 ein neuer Verein namens Eisenbahnfreunde Niederrhein/Grenzland. Dieser erwarb Lok 52 8148 im Dezember 2012 mit dem Ziel, sie wieder fahrtüchtig zu machen, Stand Mai 2024 war die Lok noch nicht betriebsbereit, wohl auch aufgrund zäher Mittelzuflüsse.